# Rhyacophila vascula
Rhyacophila vascula là một loài Trichoptera trong họ Rhyacophilidae. Chúng phân bố ở miền Cổ bắc.